# Umbo (Romeins leger)

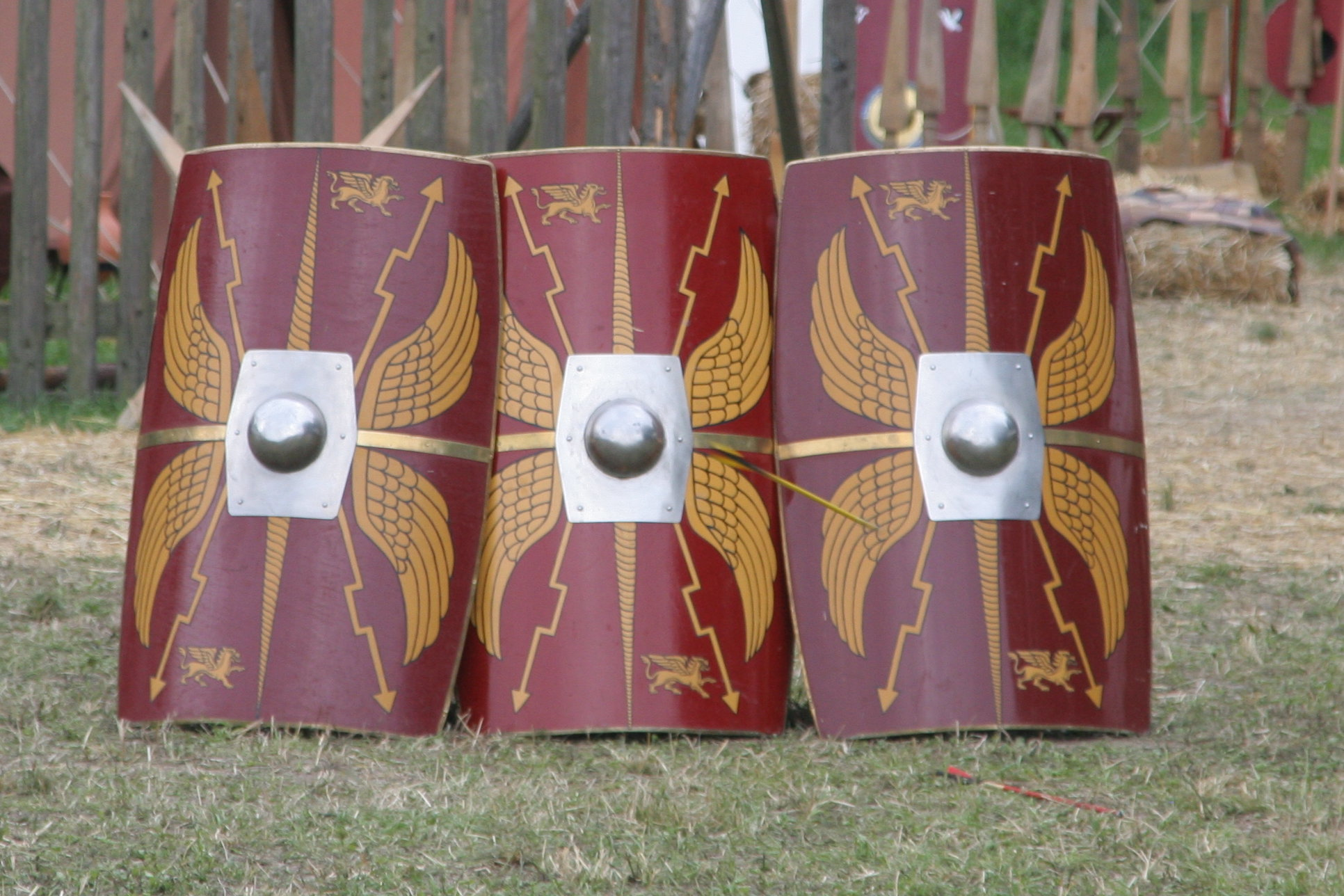
scuta waarop in het midden een umbo gemonteerd is

De umbo was een schildknop die vooral op de Romeinse scuta te vinden was.
De umbo had een aanvallende als een verdedigende functie. Verdedigen was het belangrijkste, deze moest het hand beschermen tegen zwaard- of speerstoten. De aanvallende functie werd gebruikt om de vijand met het schild in zijn gezicht of buik te slaan.